# The Woman in the Case
The Woman in the Case er en amerikansk stumfilm fra 1916 af Hugh Ford.

## Medvirkende
- Pauline Frederick som Margaret Rolfe.
- Marie Chambers som Claire Foster.
- Alan Hale som Julian Rolfe.
- Paul Gordon som Philip Long.